# باردايلا
بلدية باردايلا (بالإسبانية: Pardilla)‏، هي إحدى بلديات مقاطعة برغش، التي تقع في منطقة قشتالة وليون، والتي تقع في شمال غرب إسبانيا.
يبلغ عدد سكانها 125 نسمة وفقاً لإحصائية سنة (2002).